# NGC 6151
NGC 6151 ist ein aus acht bis zehn Sternen bestehender Asterismus im Sternbild Paradiesvogel. 
Er wurde am 29. Juni 1835 von John Herschel bei einer Beobachtung irrtümlich für eine Galaxie gehalten und erlangte so einen Eintrag in den Katalog. John Herschel notierte dabei „vF and S; is pointed to by 2 small stars 9th mag and 14th mag; the star 9th mag is the only one of that magnitude within 6′“.